# Referendum o pristupanju Hrvatske Europskoj uniji
Referendum o pristupanju Hrvatske Europskoj uniji održao se 22. siječnja 2012. godine. Hrvatska je završila pregovore o pristupanju 30. lipnja 2011. potpisala Ugovor o pristupanju 9. prosinca 2011. Ustav Republike Hrvatske zahtijeva da referendum mora održati na temu pristupanja Hrvatske Europskoj uniji. Dana 23. prosinca 2011. Hrvatski sabor je potvrdio odluku o priključenju EU i utvrdio da će se referendum održati 22. siječnja 2012. Referendum o pristupanju Hrvatske Europskoj uniji je drugi u hrvatskoj povijesti, prvi je bio 1991. godine Referendum o hrvatskoj samostalnosti.

## Ishod
Prema službenim rezultatima Državnog izbornog povjerenstva na referendum je izašlo 43,51% hrvatskih birača, od čega je za ulazak Republike Hrvatske u Europsku uniju glasovalo 66,27% dok ih je 33,13% bilo protiv. U to vrijeme je popis birača bio učestalo kritiziran kao nesređen, pa se pretpostavljalo da je stvarni postotak birača koji su se odazvali na referendum bio nešto veći. Novi ministar uprave Arsen Bauk je tada na svojoj Facebook stranici napisao: "Usporedbom broja građana izašlih na referendum u Republici Hrvatskoj s brojem punoljetnih stanovnika prema popisu stanovništva, na referendumu je glasalo 58% punoljetnih stanovnika Republike Hrvatske." No, detaljnim pregledom službenih rezultata (v. tablica dolje) proizlazi da 1.960.208 birača, koji su izašli na referendum, predstavlja ipak nešto manje od polovice svih birača, odnosno svih državljana RH koji samim time imaju i pravo glasa. Nakon dosta kontroverzi oko popisa birača u Hrvatskoj stvar je razjašnjena. Na kraju se došlo do podatka da u RH živi otprilike 3,8 milijuna birača, dok je u dijaspori još oko 800 tisuća birača (ovi brojevi su podložni stalnoj promjeni). 
| 66,3% | 33,1%  |  |
| Za    | Protiv |  |

### Rezultati po županijama
██ 55%-60% ZA
██ 60%-65% ZA
██ 65%-70% ZA
██ 70%-75% ZA
██ >75% ZA
| Županija                            | Broj birača | Odaziv    | %      | Za        | %      | Protiv  | %      | Nevažeći | %     |
| ----------------------------------- | ----------- | --------- | ------ | --------- | ------ | ------- | ------ | -------- | ----- |
| Bjelovarsko-bilogorska županija     | 113 642     | 51 820    | 45,60% | 32,242    | 62,22% | 19 299  | 37,24% | 279      | 0,54% |
| Brodsko-posavska županija           | 155 416     | 65 735    | 42,30% | 47,729    | 72,61% | 17 580  | 26,74% | 426      | 0,65% |
| Dubrovačko-neretvanska županija     | 115 996     | 53 708    | 46,30% | 30,574    | 56,93% | 22 674  | 42,22% | 460      | 0,85% |
| Istarska županija                   | 199 746     | 98 235    | 49,18% | 67,189    | 68,40% | 30 363  | 30,91% | 683      | 0,69% |
| Karlovačka županija                 | 133 333     | 61 074    | 45,81% | 40,731    | 66,69% | 19 904  | 32,59% | 439      | 0,72% |
| Koprivničko-križevačka županija     | 101 050     | 49 904    | 49,39% | 30,178    | 60,47% | 19 474  | 39,02% | 252      | 0,51% |
| Krapinsko-zagorska županija         | 114 920     | 54 742    | 47,63% | 34,748    | 63,48% | 19 616  | 35,83% | 378      | 0,69% |
| Ličko-senjska županija              | 57 032      | 19 689    | 34,52% | 13,912    | 70,66% | 5618    | 28,53% | 159      | 0,81% |
| Međimurska županija                 | 100 640     | 52 133    | 51,80% | 39,479    | 75,73% | 12 364  | 23,72% | 290      | 0,55% |
| Osječko-baranjska županija          | 291 205     | 131 720   | 45,23% | 88,980    | 67,55% | 42 003  | 31,89% | 737      | 0,56% |
| Požeško-slavonska županija          | 78 335      | 34 529    | 44,08% | 24,218    | 70,14% | 10 092  | 29,23% | 219      | 0,63% |
| Primorsko-goranska županija         | 287 202     | 144 104   | 50,18% | 99,156    | 68,81% | 44 198  | 30,67% | 750      | 0,52% |
| Sisačko-moslavačka županija         | 177 950     | 73 952    | 41,56% | 50,034    | 67,66% | 23 443  | 31,70% | 475      | 0,64% |
| Splitsko-dalmatinska županija       | 430 299     | 197 760   | 45,96% | 115,779   | 58,55% | 80 508  | 40,71% | 1473     | 0,74% |
| Šibensko-kninska županija           | 122 901     | 45 546    | 37,06% | 29,033    | 63,74% | 16 150  | 35,46% | 363      | 0,80% |
| Varaždinska županija                | 153 037     | 82 117    | 53,66% | 57,399    | 69,90% | 24 259  | 29,54% | 459      | 0,56% |
| Virovitičko-podravska županija      | 83 699      | 37 055    | 44,27% | 24,253    | 65,45% | 12 589  | 33,97% | 213      | 0,58% |
| Vukovarsko-srijemska županija       | 179 929     | 69 501    | 38,63% | 47,970    | 69,02% | 21 000  | 30,22% | 531      | 0,76% |
| Zadarska županija                   | 182 680     | 70 458    | 38,57% | 43,330    | 61,50% | 26 574  | 37,72% | 554      | 0,78% |
| Zagrebačka županija                 | 284 793     | 150 403   | 52,81% | 97,756    | 65,00% | 51 934  | 34,53% | 713      | 0,47% |
| Grad Zagreb                         | 728 332     | 401 529   | 55,13% | 272,246   | 67,80% | 127 455 | 31,74% | 1828     | 0,46% |
| Hrvatska dijaspora                  | 412 628     | 14 494    | 3,51%  | 12,056    | 83,18% | 2386    | 16,46% | 52       | 0,36% |
| UKUPNO                              | 4 504 765   | 1 960 208 | 43,51% | 1,298,992 | 66,27% | 649 483 | 33,13% | 11 733   | 0,60% |
| Izvor: Državno izborno povjerenstvo |             |           |        |           |        |         |        |          |       |

## Vanjske poveznice
- www.eu-referendum.hr  Arhivirana inačica izvorne stranice od 10. srpnja 2012. (Wayback Machine)